# Ranunculus lyallii
Ranunculus lyallii — рослина родини Жовтецеві, вид роду Жовтець, ендемік Нової Зеландії.
Усередині країни росте на островах Південний і Стюарт на висоті від 700 до 1500 метрів .
Рослина була відкрита і описана шотландським ботаніком Девідом Лайоллом (en: David Lyall, 1817—1895), на честь якого і отримала свою видову назву.
Це трав'яниста багаторічна рослина висотою 60-100 см (найвищий вид з усіх видів жовтеців), кореневище тверде. Листя темно-зелене глянцеве і кругле, діаметром 15-40 см. Квіти діаметром 5-8 см, з 10-20 білими пелюстками і численними жовтими тичинками. Цвіте з кінця весни до початку літа .
Домінує в національному парку Маунт-Кук та інших альпійських областях, включаючи Артурс-Пасс.

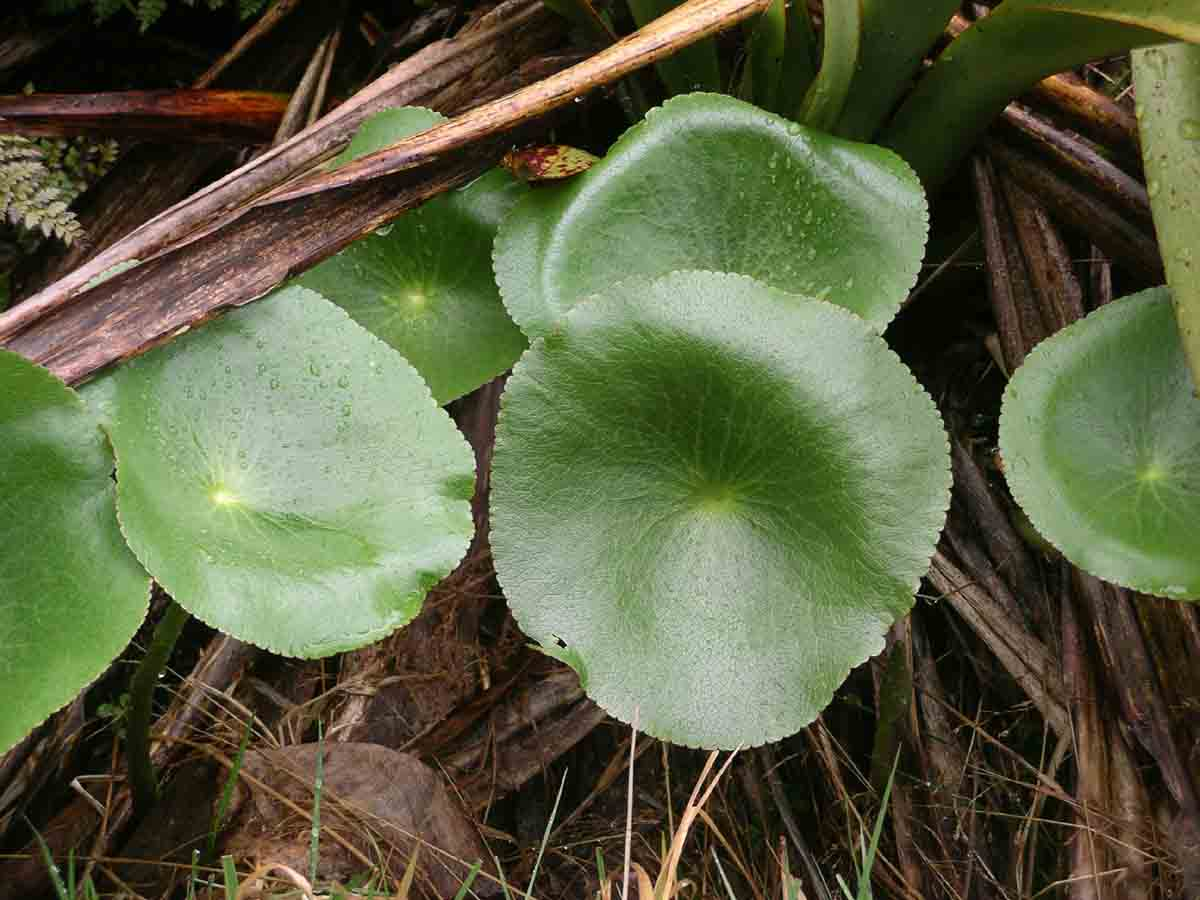
Листя
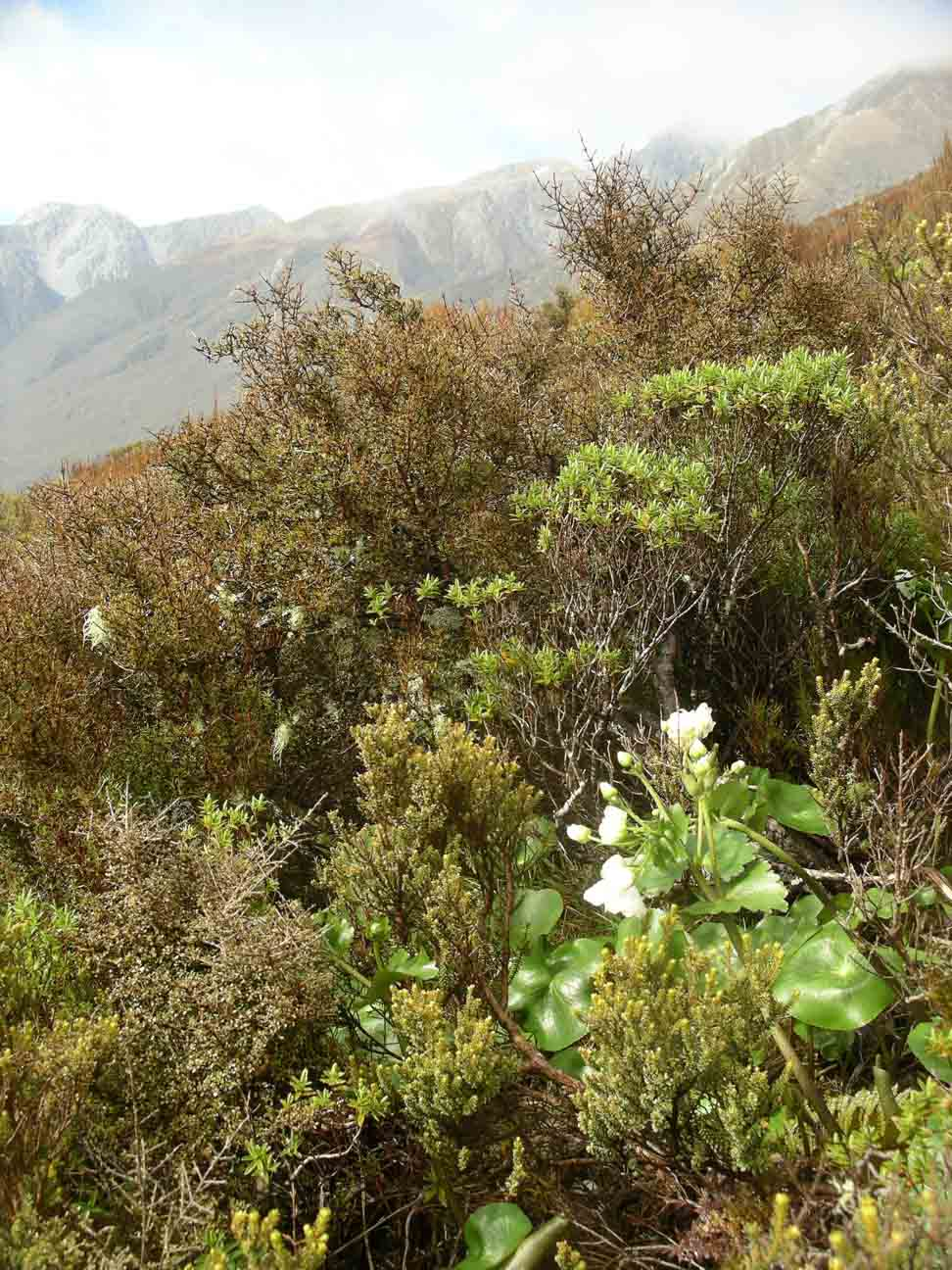
Рослини, що ростуть в арктично-альпійських скребах.